# Новомойгоровский сельсовет
Новомойгоровский сельсовет — упразднённая административно-территориальная единица, существовавшая на территории Тульской губернии, Московской и Тульской областей до 1976 года.
Новомойгоровский с/с был образован в первые годы советской власти. К началу 1929 года он входил в состав Серебряно-Прудского района Тульской губернии.
По данным 1926 года Новомойгоровский с/с включал сёла Боршово и Скородня, деревни Верхнее Сальково, Нижнее Сальково, Новомойгоры и Старомойгоры.
14 января 1929 года Серебряно-Прудский район был отнесён к Центрально-Чернозёмной области, но деление на губернии сохранено.
3 июня 1929 года Серебряно-Прудский район был отнесён к Тульскому округу, но Центрально-Промышленная область была переименована в Московскую.
1 октября 1929 года Тульская губерния была упразднена.
23 июля 1930 года Тульский округ был упразднён и Серебряно-Прудский район перешёл в прямое подчинение Московской области.
26 сентября 1937 года Серебряно-Прудский район был передан в Тульскую область, но 20 декабря 1942 года он возвращён в Московскую область.
14 июня 1954 года к Новомойгоровскому с/с был присоединён Титеевский с/с.
20 августа 1960 года к Новомойгоровскому с/с были присоединены селения Большое Орехово, Красный Пахарь, Кузьминка, Малое Орехово, Николаевка, Петрово и Столбовка упразднённого Глубоковского с/с.
1 февраля 1963 года Серебряно-Прудский район был упразднён и Новомойгоровский с/с вошёл в Ступинский сельский район. 11 января 1965 года Новомойгоровский с/с был возвращён в восстановленный Серебряно-Прудский район.
23 декабря 1976 года Новомойгоровский с/с был переименован в Петровский с/с.